# Arcidiocesi di Mistia
L'arcidiocesi di Mistia (in latino Archidioecesis Misthiensis) è una sede soppressa del patriarcato di Costantinopoli e una sede titolare della Chiesa cattolica.

## Storia
Mistia, identificabile con Beyşehir nel distretto omonimo in Turchia, è un'antica sede arcivescovile autocefala della provincia romana della Licaonia nella diocesi civile di Asia e nel patriarcato di Costantinopoli.
La sede è documentata nelle Notitiae Episcopatuum del patriarcato di Costantinopoli fino al XIV secolo, inizialmente come suffraganea dell'arcidiocesi di Iconio e in seguito come arcidiocesi dipendente direttamente dal patriarca.
Diversi sono i vescovi noti di questa antica sede vescovile. Il primo è Severo, menzionato in una lettera di Basilio di Cesarea ad Anfilochio di Iconio, datata tra il 374 e il 375. Suo probabile successore fu Dario, che prese parte al primo concilio di Costantinopoli nel 381. Al concilio di Calcedonia del 451 il vescovo Armazio non fu presente; nella solenne sessione del 25 ottobre, in presenza dell'imperatore Marciano, è rappresentato dal metropolita Onesiforo di Iconio, che sottoscrisse al suo posto la definizione di fede. Longino era presente al concilio in Trullo nel 692 e ne sottoscrisse gli atti. La sigillografia ha restituito il nome del vescovo Girolamo, il cui sigillo è datato al IX secolo. Basilio partecipò ai concili di Costantinopoli dell'869-870 e dell'879-880. Teodosio infine prese parte al sinodo patriarcale del 1072 e sottoscrisse la lettera sinodale di Giovanni VIII Xifilino sull'elezione dei vescovi.
Dal 1933 Mistia è annoverata tra le sedi arcivescovili titolari della Chiesa cattolica; la sede è vacante dal 16 aprile 1967. Sono due i titolari di questa sede: Georges de Jonghe d'Ardoye, dapprima vicario apostolico di Yunnan-fou in Cina e poi delegato e nunzio apostolico, e René Graffin, già arcivescovo di Yaoundé in Camerun.

## Cronotassi

### Arcivescovi greci
- Severo † (menzionato nel 374/375)
- Dario † (menzionato nel 381)
- Armazio † (menzionato nel 451)
- Longino † (menzionato nel 692)
- Girolamo † (IX secolo)
- Basilio † (prima dell'869 - dopo l'879)
- Teodosio † (menzionato nel 1072)

### Arcivescovi titolari
- Georges-Marie-Joseph-Hubert-Ghislain de Jonghe d'Ardoye, M.E.P. † (17 ottobre 1938 - 27 agosto 1961 deceduto)
- René Graffin, C.S.Sp. † (6 settembre 1961 - 16 aprile 1967 deceduto)